# Stazione di Shin-Ōsaka
La stazione di Shin-Ōsaka (新大阪駅?, Shin-Ōsaka-eki) è situata nel quartiere settentrionale Yodogawa-ku della Città di Osaka, in Giappone. È il terminale delle linee ad alta velocità Tōkaidō Shinkansen, della Ferrovia JR Centrale, e Sanyō Shinkansen della Ferrovia JR West. L'ala orientale della struttura ospita i binari delle normali linee delle stesse ferrovie e quelli per i treni merci della Japan Freight Railway Company del Gruppo JR, mentre in quella occidentale si trova la fermata della linea Midōsuji della metropolitana di Osaka.

## Descrizione
La stazione è un imponente edificio di 4 piani che consente l'incrocio delle varie linee ed ospita un gran numero di attività commerciali. I diversi piani sono collegati da scalinate, ascensori e scale mobili. Vi sono 2 uscite della stazione a nord, 1 ad est e 3 a sud; sono tutte al piano terra eccetto una a sud al secondo piano, dove all'esterno c'è l'area riservata ai taxi posta su un ponte che funge da pensilina per il piano terra. La maggior parte degli altri taxi si trova al piano terra all'ingresso sud, che è quello principale. Meno taxi si trovano all'uscita nord e a quella est, che è situata al di là dei binari dei normali treni JR.
Dalla scalinata di un'uscita del lato nord si accede ad un largo marciapiede sopraelevato che gira intorno all'adiacente vasta piazza densa di traffico automobilistico; è provvisto di varie scalinate ed un ascensore per scendere sul piano stradale, ed alcune passerelle per entrare in un ospedale o in un edificio che ospita un centro commerciale, dove ci sono scale mobili. Il piazzale a sud è riservato esclusivamente a veicoli diretti alla stazione. Tra i vari mezzi di trasporto che vi sostano, vi sono gli autobus navetta per l'aeroporto Internazionale di Osaka e quelli notturni a lunga percorrenza, che a prezzi economici portano in diverse località, tra cui Tokyo.

## Storia
La stazione venne inaugurata nel 1964 per ospitare il Tōkaidō Shinkansen, la prima linea ad alta velocità della storia, che la collega alla stazione di Tokyo e che iniziò il servizio il 1º ottobre 1964. La costruzione della stazione fu necessaria per le difficoltà urbanistiche di far arrivare i nuovi binari dell'alta velocità nella centrale stazione di Ōsaka, lo scalo principale cittadino da cui dista circa 3 km. I collegamenti fra le due stazioni sono garantiti dai convogli normali delle Ferrovie JR, da autobus e dalla metropolitana.
La stazione di Shin-Osaka della metropolitana fu costruita appositamente per garantire un efficiente collegamento tra lo Shinkansen ed il centro della città e fu inaugurata poco prima del resto della stazione. Inizialmente era il capolinea nord, ma presto iniziarono i lavori di prolungamento per raggiungere il parco della vicina Città di Suita, dove si tenne l'Expo 1970, ed il nuovo tratto fu inaugurato nel gennaio del 1970.
Il 16 marzo 1967 fu inaugurato il Sanyō Shinkansen, sui cui binari molti dei treni del Tōkaido Shinkansen proseguono verso la stazione di Hakata a Fukuoka, nell'ovest del paese. Dal marzo del 2011, i convogli ad alta velocità del Sanyō Shinkansen proseguono nella nuova linea del Kyūshū Shinkansen, che collega la stazione di Kagoshima-Chūō con quella di Hakata, nell'isola di Kyūshū.
Il quartiere di Yodogawa-ku si è enormemente espanso attorno alla stazione, nei pressi della quale si trova ora una grande quantità di uffici. La zona si è ulteriormente espansa con gli edifici abitativi e le relative infrastrutture fino a congiungersi con quella sorta nella parte ovest del quartiere attorno alla vecchia stazione di Jūsō delle Ferrovie Hankyū, inaugurata nel 1910. Il quartiere contava nel 2010 su 172 483 abitanti, distribuiti su una superficie di 12,64 km². A sud di Shin-Osaka si è creata attorno alla vicina Nishi-Nakajima Minamigata una movimentata area piena di alberghi, ristoranti e locali di intrattenimento.

## Treni del gruppo JR

### Shinkansen

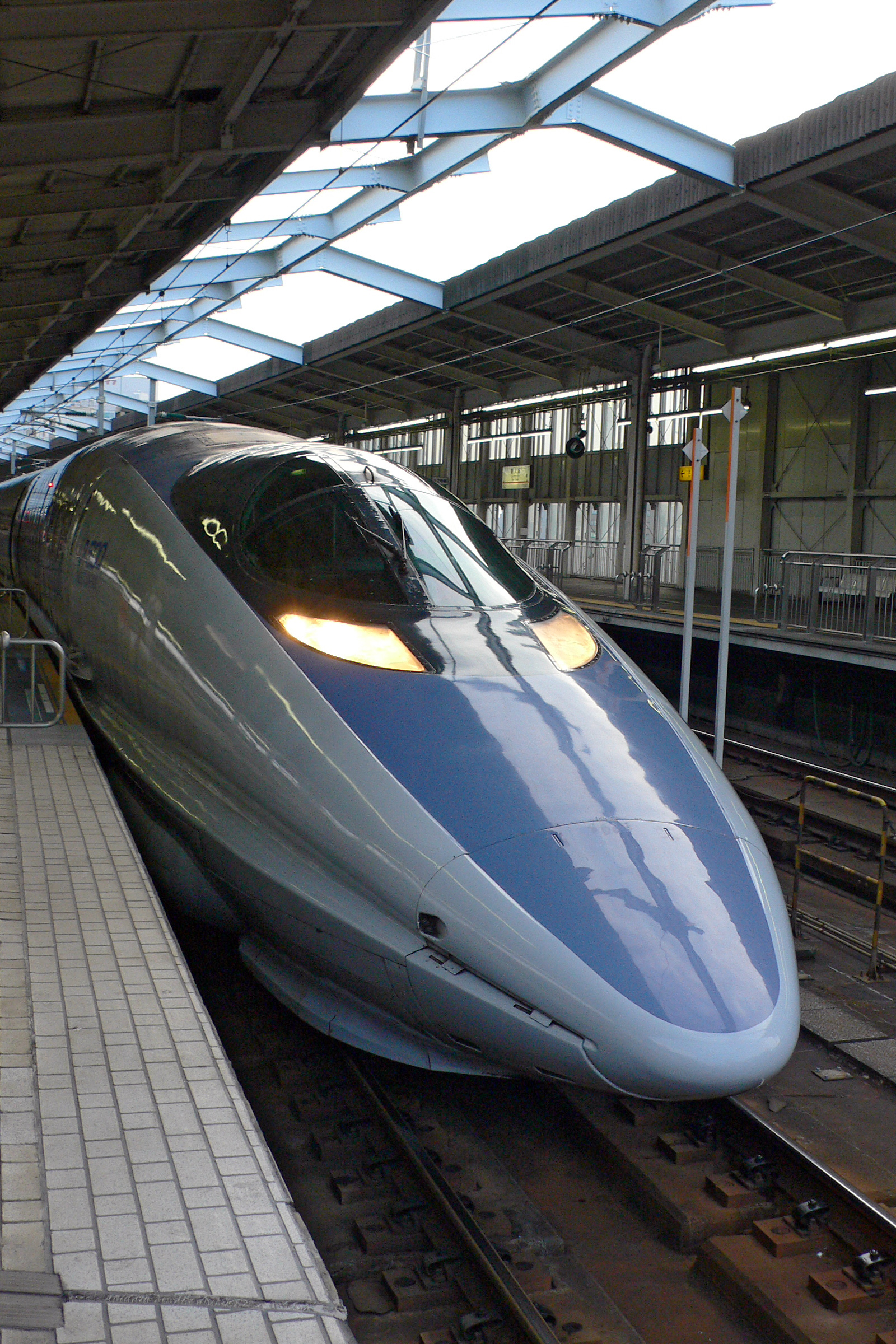
Uno Shinkansen Serie 500 nella stazione di Shin Osaka

I 7 binari del Shinkansen si trovano al terzo ed ultimo piano della stazione e sono ubicati secondo l'asse est-ovest. Sono serviti da 3 banchine ad isola ed 1 laterale. Il piano di calpestio delle banchine è allo stesso livello di quello dei treni permettendo l'incarrozzamento a raso. L'ingresso al servizio è al secondo piano e nei suoi pressi vi è la biglietteria, un ufficio con sportelli e biglietterie automatiche. L'accesso alla zona del Shinkansen avviene attraverso tornelli aventi funzione di obliteratrice e terminale per smart card. A fianco dei tornelli c'è l'ufficio del personale di servizio che ha funzioni di controllo ed assistenza.
Nel grande atrio dove si trovano le scale mobili, le scalinate e gli ascensori per accedere ai binari vi sono diversi ristoranti ed alcuni negozi. Sul lato orientale dell'atrio si trova una barriera di tornelli con annesse biglietterie per accedere ai normali treni del Gruppo JR.

#### Linee
I servizi Shinkansen sono realizzati con i treni Nozomi, Mizuho, Kodama, Sakura e Hikari, che differiscono per numero di fermate e per i prezzi dei biglietti. Alcuni convogli hanno il capolinea in stazioni prima di quella di Tokyo a est e prima di quella di Hikata a ovest.
- JR West
  - Sanyō Shinkansen
- JR Central
  - Tōkaidō Shinkansen

### Altri treni del gruppo JR
Per gli altri treni del gruppo JR, lo scalo principale cittadino è la stazione di Ōsaka. I binari riservati a questi convogli si trovano al piano terra sul lato est della stazione, allo stesso livello del piano stradale. Sono disposti lungo l'asse nord-sud e passano sotto l'edificio principale. La superficie di calpestio delle banchine ad isola è allo stesso livello di quella dei treni, permettendo l'incarrozzamento a raso. Nella banchina principale c'è un bar-tavola calda.
La biglietteria con gli sportelli si trova in un ufficio nello stesso corridoio di quella dello Shinkansen, al secondo piano, mentre quelle automatiche si trovano direttamente sul corridoio, più ad est. Subito dopo vi è l'accesso principale che, come per lo Shinkansen, presenta tornelli aventi funzione di obliteratrice e terminale per smart card e l'ufficio per il personale di controllo ed assistenza. Anche in questo atrio vi sono scale mobili, scalinate ed ascensori per scendere ai binari, alcuni ristoranti ed altri negozi.
Sul lato sud della stazione, a livello del piano stradale, si trova il deposito dei treni con diversi binari morti. Accedono a questa sezione i convogli provenienti dalla stazione di Osaka.

#### Linee
- JR West
  - Linea Principale Tōkaidō
  - Linea JR Kyōto
  - Linea Ōsaka Higashi

Molti dei convogli provenienti da Kyoto che transitano per Shin-Osaka, dopo che hanno raggiunto la stazione centrale proseguono su altre linee tra le quali:
- Linea Circolare di Ōsaka
- Linea Hanwa
- Linea Kansai Aeroporto
- Linea principale Kisei
- Linea Fukuchiyama
- Chizu Express
- Linea JR Kōbe

I convogli che provengono dalla stazione di Osaka arrivano a Kyoto, da dove alcuni proseguono su altre linee tra le quali:
- Linea principale Hokuriku
- Linea Biwako
- Linea principale Takayama
- Linea principale Chūō
- Linea principale Shin'etsu

### Treni merci
Ad ovest delle banchine riservate ai treni normali vi sono due binari riservati ai treni merci della Japan Freight Railway Company del Gruppo JR. Questi convogli transitano senza fermarsi e sono diretti allo scalo merci di Umeda, situato nei pressi della stazione di Ōsaka. Sul lato nord della stazione di Shin-Osaka vi sono 2 binari su cui transitano, senza fermarsi, i treni merci in direzione Kyoto e Kobe. Questi binari si uniscono nel lato nord-est della stazione a quelli dei convogli diretti allo scalo merci di Umeda.

## Metropolitana
- Metropolitana di Osaka
  - Linea Midōsuji

Come tutta la linea Midōsuji, la stazione della metropolitana è di proprietà e viene gestita dall'Ufficio Municipale dei Trasporti di Osaka, azienda comunale cittadina. I due binari si trovano sul lato occidentale, al secondo piano dell'edificio. Sono disposti lungo l'asse nord-sud e sono affiancati dai viadotti delle carreggiate stradali che scavalcano i piani inferiori della stazione. Tali viadotti collegano il lato sud e quello nord del viale Suji Nuovo (新御堂筋?, Shin Midōsuji), prosecuzione del centrale Midōsuji che dà il nome alla linea. La stazione è la numero M13 della linea Midōsuji.
Vi sono 4 aree di accesso, quella sud è al piano terra sotto ai binari, in una costruzione adiacente all'edificio principale, e si accede ai binari mediante una scalinata, un ascensore o una scala mobile. Quella a nord è al secondo piano e si raggiunge dal piano stradale salendo una scalinata o con l'ascensore, una ad est si trova sul lato ovest del corridoio al secondo piano dove vi sono gli accessi dello Shinkansen e delle altre linee JR, l'altra ad est si trova al primo piano. Gli accessi alla stazione della metropolitana hanno le stesse caratteristiche di quelli per i treni JR, con tornelli e con l'ufficio del personale di controllo e assistenza. Per la metropolitana vi sono solo le biglietterie automatiche. Anche qui, la superficie di calpestio della banchina ad isola è allo stesso livello di quella dei treni, permettendo l'incarrozzamento a raso.

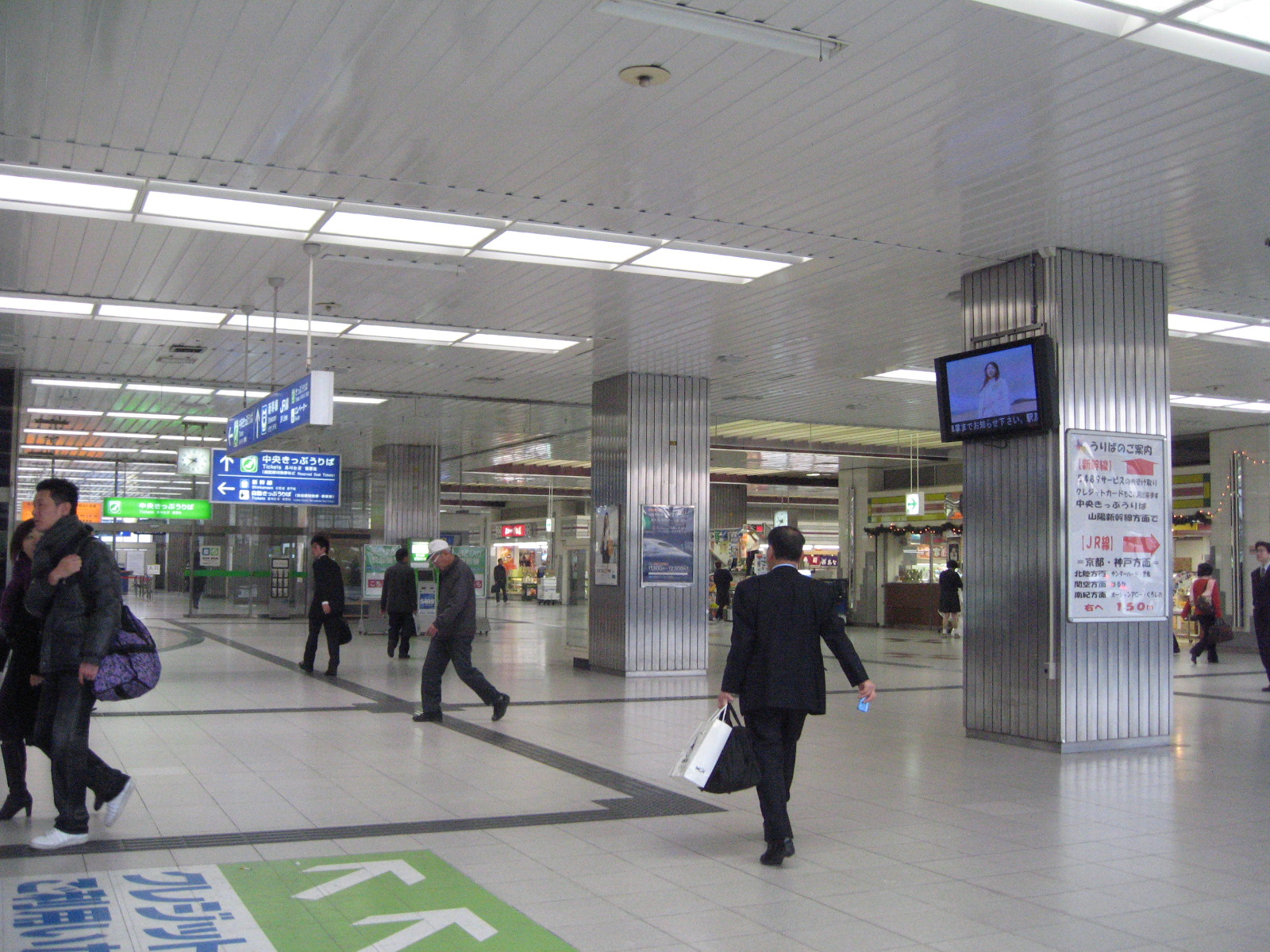
L'ampio corridoio del secondo piano

## Attività commerciali
All'interno della stazione si trova una grande quantità di negozi che vendono svariate tipologie di prodotto, ristoranti, supermercati, convenience store ecc., tanto che può anche essere considerata un centro commerciale. Buona parte del piano terra è riservata agli accessi ai piani superiori e le attività commerciali sono soprattutto ristoranti, caffetterie e sale da tè. L'area aperta al pubblico del primo piano è occupata esclusivamente da negozi e locali di ristorazione, ad eccezione dell'estremità occidentale dove si trova una delle entrate della metropolitana. Al secondo piano, dove vi sono gli ingressi di tutte le linee, vi è un ampio corridoio che sul lato sud ha solo negozi, bar e ristoranti.